# Hydrolea nigricaulis
Hydrolea nigricaulis är en tvåhjärtbladig växtart som beskrevs av John Wright och August Heinrich Rudolf Grisebach. Hydrolea nigricaulis ingår i släktet Hydrolea och familjen Hydroleaceae. Inga underarter finns listade i Catalogue of Life.